# Compositionaliteitsprincipe
Als men een zin opbouwt volgens syntactische regels, dan lopen parallel daaraan semantische regels mee die de betekenis geven aan die zin. Een dergelijke opbouw betreft een principe dat bekendstaat als het compositionaliteitsprincipe van Frege, dat zegt dat de betekenis van een zin een functie is van de betekenissen van de samenstellende delen en van de wijze waarop die zin is samengesteld.